# Spinnerei und Weberei Misr
Die Spinnerei und Weberei Misr (arabisch شركة مصر للغزل والنسيج, DMG Šarikat Miṣr li-l-ġazl wa-n-nasīǧ ‚Firma „Ägypten“ für Spinnerei und Textilerzeugnis‘; kurz Ghazl al-Mahalla) ist die größte Industrieanlage Ägyptens. Sie wurde 1927 gegründet, liegt in al-Mahalla al-Kubra und beschäftigt derzeit (Februar 2011) 27.000 Arbeiter und befindet sich in Staatsbesitz.
Der Generaldirektor der Anlage war von 2007 bis Anfang 2011 Fuad Abd al Alim (andere Schreibweise Fuad Abdel Halim Hassan).

## Infrastruktur
Die Fabrik verfügt über Arbeitersiedlungen, Kooperativen, einen Club und ein Krankenhaus.

## Geschichte
In ihrer Hochzeit beschäftigte die Fabrik 100.000 Arbeiter. 2007 erließ der ägyptische Staat der Fabrik sämtliche Schulden.

## Streiks
Die Textilfabrik war seit ihrer Gründung immer wieder ein Brennpunkt der Arbeiterbewegung.

### Anfänge
Erstmals wurde 1938 in der Fabrik gestreikt, um eine Reduktion von zwei 12-Stunden-Schichten auf drei 8-Stunden-Schichten zu erreichen. Dieser Streik gilt als Beginn eines Kampfes für fundamentale Änderungen im System. Ein weiterer Streik im September 1947 hatte das Ziel, Gewerkschaften in der Fabrik zu erlauben. Panzer stürmten die Fabrik, um die Arbeiter zu unterdrücken. Drei Arbeiter wurden dabei getötet und 17 verletzt.
Kurz nach der Machtergreifung von Nasser wurde erneut gestreikt, um die Firmenleitung abzusetzen. Dieser Streik wurde zunächst brutal durch die Armee niedergeschlagen. Nasser jedoch nutzte die Arbeiter für seine Revolution, um sie gegen andere oppositionelle Gruppen einzusetzen und feierte 1952 in der Fabrik den Tag der Arbeit.

### 1980er
Sadat und Mubarak hingegen hatten keinen vergleichbaren Rückhalt in der Arbeiterschaft, so dass in ihrer Amtszeit erneut mehrmals gestreikt wurde. Hier sind insbesondere die Streiks 1986, um eine Lohnerhöhung von 26 auf 30 Tagen durchzusetzen, und der Streik im September 1988 gegen die Streichung des Schulzuschusses erwähnenswert, bei dem Bilder von Mubarak auf Särgen vor das Werktor getragen wurden, und erstmals „Nieder mit Mubarak“ von den Arbeitern gefordert wurde. Nach diesem Streik wurden mehrere Arbeiterführer verhaftet, und in andere Landesteile deportiert. Diese Unterdrückung war mehr als 10 Jahre erfolgreich.

### 2000er
Doch da die Arbeiter in der Fabrik unterhalb des vom Verfassungsgericht festgelegten Mindestlohns von 1200 Pfund bezahlt wurden, kam es erneut seit 2004 zu mehreren Streiks.
Im Dezember 2006 war der Streik in der Spinnerei und Weberei Misr der Ausgangspunkt für eine große Streikwelle in Ägypten. 2007 wurde auf Druck eines Abgeordneten der Muslimbrüder ein Fabriksdirektor abgesetzt. Auch am 6. April 2008 fand ein Streik statt, der von Ahmed Maher und Israa Abdel Fattah unterstützt wurde. Daraus entstand in kurzer Zeit die „Jugendbewegung des 6. April“, auf deren elektronische Vernetzungsarbeit sich knapp drei Jahre später die Revolution in Ägypten 2011 wesentlich stützte.

### Revolution 2011
Anfang 2011 folgte ein Dauerstreik, der zeitlich mit der Revolution 2011 zusammenfiel. Die Streikenden wollten den Rücktritt des Direktors, Fuad Abd al Alim, erreichen. Ihm wurde vorgeworfen die Fabrik bewusst heruntergewirtschaftet zu haben.